# Volleyball-Europapokal der Landesmeister 1984/85 (Männer)
Der Europapokal der Landesmeister 1984/85 war die 26. Auflage des Wettbewerbes, an der 28 Volleyball-Vereinsmannschaften aus 27 Ländern teilnahmen. Santal Parma aus Italien verteidigte seinen Titel aus dem Vorjahr erfolgreich und verwies wiederum Mladost Zagreb aus Jugoslawien auf Platz zwei. Erstmals seit 1979 nahm wieder eine Mannschaft aus der DDR am Wettbewerb teil.

## Teilnehmer
| Albanien - Dinamo Tirana Belgien - Ibis Kortrijk Bulgarien - ZSKA Sofia BR Deutschland - USC Gießen Dänemark - VKV Gladsaxe Deutsche Demokratische Republik - TSC Berlin Finnland - Raision Loimu Frankreich - Asnières Sports Griechenland - Panathinaikos Athen | Israel - Hapoel HaMapil Italien - CUS Turin - Santal Parma (Titelverteidiger) Jugoslawien - Mladost Zagreb Luxemburg - VC Bonnevoie Niederlande - Brother Martinus Österreich - Club A. Tyrolia Wien Polen - CWKS Legia Warschau Portugal - Esmoriz Ginásio Clube Rumänien - Dinamo Bukarest | Schweden - Sollentuna VK Schweiz - Chênois Genf Sowjetunion - Radiotehnika Riga Spanien - Sanitas C.V. Madrid Tschechoslowakei - Roter Stern Prag Türkei - Eczacıbaşı Istanbul Ungarn - Tungsram Budapest Vereinigtes Königreich - Capital City Spikers Zypern - APOEL Nikosia |

## Modus
Von der Ausscheidungsrunde bis zum Viertelfinale spielten die Mannschaften im K.-o.-System. In jeder Runde gab es Hin- und Rückspiele. Nach dem Viertelfinale ermittelten dann die letzten vier Mannschaften in einem Finalrunden-Turnier den Europapokalsieger.

## Ausscheidungsrunde
|                  | Gesamt  |                       | Hinspiel | Rückspiel |
| ---------------- | ------- | --------------------- | -------- | --------- |
| Roter Stern Prag | 5:3     | Eczacıbaşı Istanbul   | 3:0      | 2:3       |
| CUS Turin        | 6:2     | Sanitas C.V. Madrid   | 3:0      | 3:2       |
| Dinamo Bukarest  | 6:1     | Panathinaikos Athen   | 3:0      | 3:1       |
| Chênois Genf     | 0:6     | Club A. Tyrolia Wien  | 0:3      | 0:3       |
| Sollentuna VK    | 2:6     | Brother Martinus      | 2:3      | 0:3       |
| ZSKA Sofia       | 3:3     | Dinamo Tirana         | 3:0      | 0:3       |
| VC Bonnevoie     | 0:6     | Capital City Spikers  | 0:3      | 0:3       |
| Ibis Kortrijk    | 4:5     | Tungsram Budapest     | 3:2      | 1:3       |
| Asnières Sports  | 4:6     | Raision Loimu         | 2:3      | 2:3       |
| Hapoel HaMapil   | 6:0     | APOEL Nikosia         | 3:0      | 3:0       |
| USC Gießen       | [ A 1 ] | VKV Gladsaxe          | :        | :         |
| TSC Berlin       | 6:0     | Esmoriz Ginásio Clube | 3:0      | 3:0       |

1. ↑  VKV Gladsaxe kam kampflos weiter

Durch ein Freilos zogen Legia Warschau, Radiotehnika Riga, Mladost Zagreb und Titelverteidiger Santal Parma direkt in das Achtelfinale ein.

## Achtelfinale
|                      | Gesamt |                      | Hinspiel | Rückspiel |
| -------------------- | ------ | -------------------- | -------- | --------- |
| Roter Stern Prag     | 5:4    | Legia Warschau       | 3:1      | 2:3       |
| Club A. Tyrolia Wien | 0:6    | Radiotehnika Riga    | 0:3      | 0:3       |
| Brother Martinus     | 2:6    | Santal Parma         | 1:3      | 1:3       |
| TSC Berlin           | 3:5    | Mladost Zagreb       | 3:2      | 0:3       |
| Tungsram Budapest    | 3:3    | Raision Loimu        | 3:0      | 0:3       |
| Hapoel HaMapil       | 2:6    | VKV Gladsaxe         | 1:3      | 1:3       |
| ZSKA Sofia           | 6:0    | Capital City Spikers | 3:0      | 3:0       |
| CUS Turin            | 3:4    | Dinamo Bukarest      | 3:1      | 0:3       |

## Viertelfinale
|                   | Gesamt |                 | Hinspiel | Rückspiel |
| ----------------- | ------ | --------------- | -------- | --------- |
| Roter Stern Prag  | 4:3    | Dinamo Bukarest | 3:0      | 1:3       |
| Radiotehnika Riga | 3:6    | Santal Parma    | 1:3      | 2:3       |
| ZSKA Sofia        | 6:0    | Raision Loimu   | 3:0      | 3:0       |
| VKV Gladsaxe      | 2:6    | Mladost Zagreb  | 2:3      | 0:3       |

## Finalrunde
Die Finalrunde fand vom 15. bis 17. Februar in der belgischen Hauptstadt Brüssel statt.

### Spiele
| Datum           |                | Ergebnis |                  |
| --------------- | -------------- | -------- | ---------------- |
| Fr .15. Februar | Santal Parma   | 3:1      | Mladost Zagreb   |
| Fr .15. Februar | ZSKA Sofia     | 3:0      | Roter Stern Prag |
| Sa 16. Februar  | Mladost Zagreb | 3:1      | ZSKA Sofia       |
| Sa 16. Februar  | Santal Parma   | 3:1      | Roter Stern Prag |
| So 17. Februar  | Mladost Zagreb | 3:1      | Roter Stern Prag |
| So 17. Februar  | Santal Parma   | 3:2      | ZSKA Sofia       |

### Abschlusstabelle
| Pl. | Verein           | S | N | Sätze | Punkte |
| --- | ---------------- | - | - | ----- | ------ |
| 1   | Santal Parma     | 3 | – | 9:4   | 6      |
| 2   | Mladost Zagreb   | 2 | 1 | 7:5   | 5      |
| 3   | ZSKA Sofia       | 1 | 2 | 6:6   | 4      |
| 4   | Roter Stern Prag | – | 3 | 2:9   | 3      |

 Europapokalsieger